# Sakartvelos Sup'ertasi 2022
La Sakartvelos Sup'ertasi 2022 è stata la 22ª edizione della competizione, disputata il 20 febbraio 2022 allo Ramaz Shengelia Stadium di Kutaisi tra la Dinamo Batumi, vincitrice della Erovnuli Liga 2021 e il Saburtalo Tbilisi, vincitore della Sakartvelos tasi 2021. La Dinamo Batumi ha conquistato il trofeo per la seconda volta nella sua storia.

## Tabellino
| Arbitro: | Arsen Nonikashvili |

| |                      | |
| Mamuchashvili Kobakhidze Gaprindashvili Flamarion Lobjanidze Palavandishvili Azarovi Bidzinashvili Ananidze | Tiri di rigore 7 – 6 | Sh. Nonikashvili Kavtaradze Sikharulidze Jgerenaia Gocholeishvili Latsabidze Kakubava Goshadze Iashvili |